# Metepeira roraima
Metepeira roraima är en spindelart som beskrevs av Piel 200. Metepeira roraima ingår i släktet Metepeira och familjen hjulspindlar. Inga underarter finns listade i Catalogue of Life.